# 海伦·麦迪逊
海伦·麦迪逊（英語：Helene Madison，1913年6月19日—1970年11月27日），美国女子游泳运动员。她曾代表美国参加1932年夏季奥林匹克运动会游泳比赛，获得女子100米自由泳、女子400米自由泳和女子4×100米自由泳接力金牌。